# Montrose
Montrose byla americká hard rocková skupina. Skupina se pojmenovala podle jejího vůdce, kytaristy Ronnieho Montrose. Skupina původně existovala mezi roky 1973 a 1976. Později byla dvakrát (1987 a 2005) jednorázově obnovena.

## Diskografie
- Montrose (1973)
- Paper Money (1974)
- Warner Brothers Presents... Montrose! (1975)
- Jump on It (1976)
- Mean (1987)
- The Very Best of Montrose (2000)